# Winchester (California)
Winchester es un lugar designado por el censo ubicado en el condado de Riverside en el estado estadounidense de California. En el año 2000 tenía una población de 2.155 habitantes y una densidad poblacional de 117.1 personas por km². 

## Geografía
Winchester se encuentra ubicado en las coordenadas 33°42′28″N 117°5′13″O / 33.70778, -117.08694. Según la Oficina del Censo, la ciudad tiene un área total de 18,4 km² (7,1 mi²), de la cual 18,4 km² (7,1 mi²) es tierra y 0 km² (0 mi²) 0.00% es agua.

## Demografía
Los ingresos medios por hogar en la localidad eran de $33,472, y los ingresos medios por familia eran $39,167. Los hombres tenían unos ingresos medios de $26,354 frente a los $28,021 para las mujeres. La renta per cápita para la localidad era de $15,028. Alrededor del 13.8% de la población estaban por debajo del umbral de pobreza.

## Barrios circundantes
- French Valley
- Menifee
- Murrieta
- Sun City
- Romoland
- Homeland